# Norrköping (Gemeinde)
Koordinaten: 58° 36′ N, 16° 11′ O

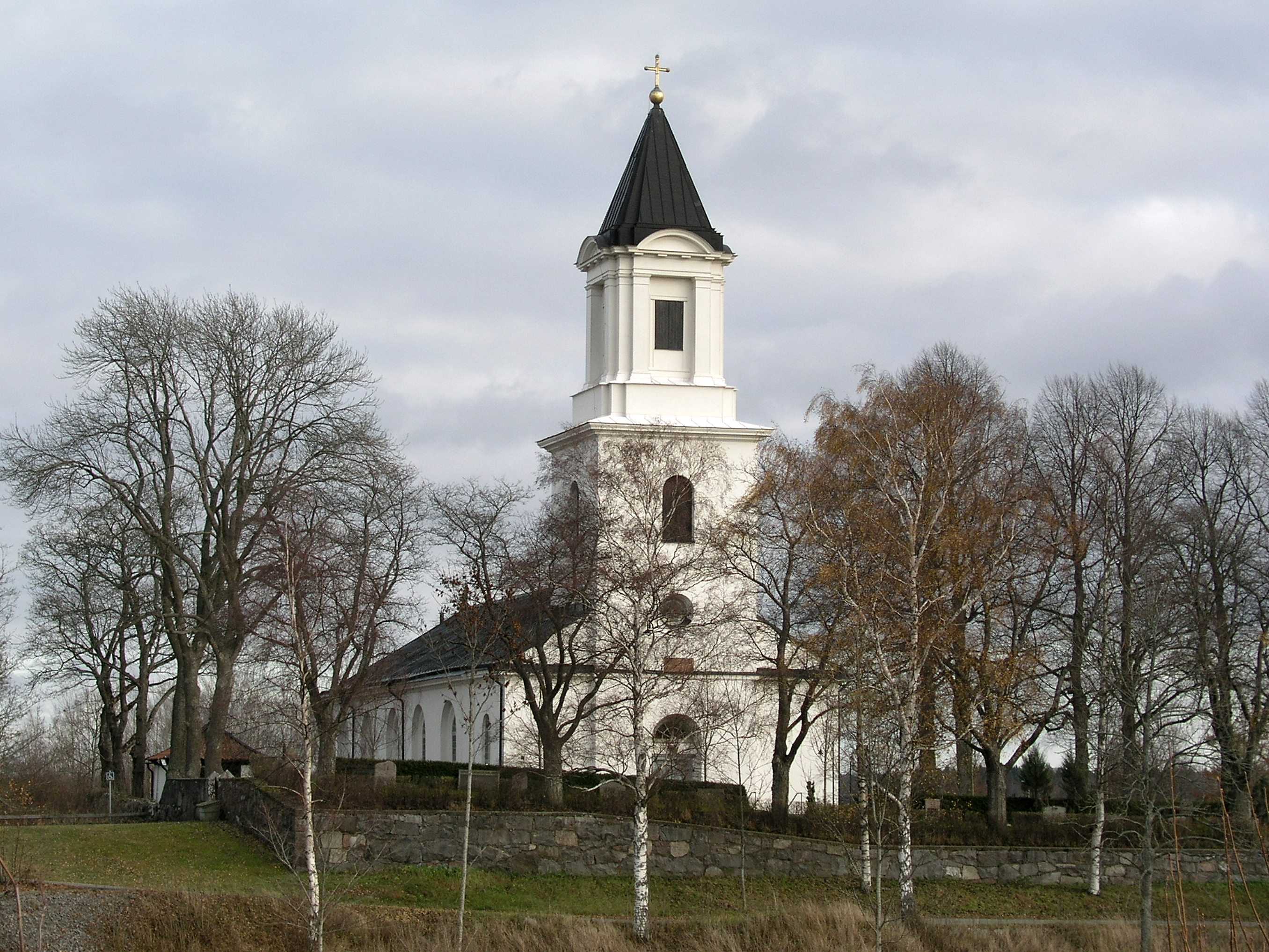
Kirche in Borg

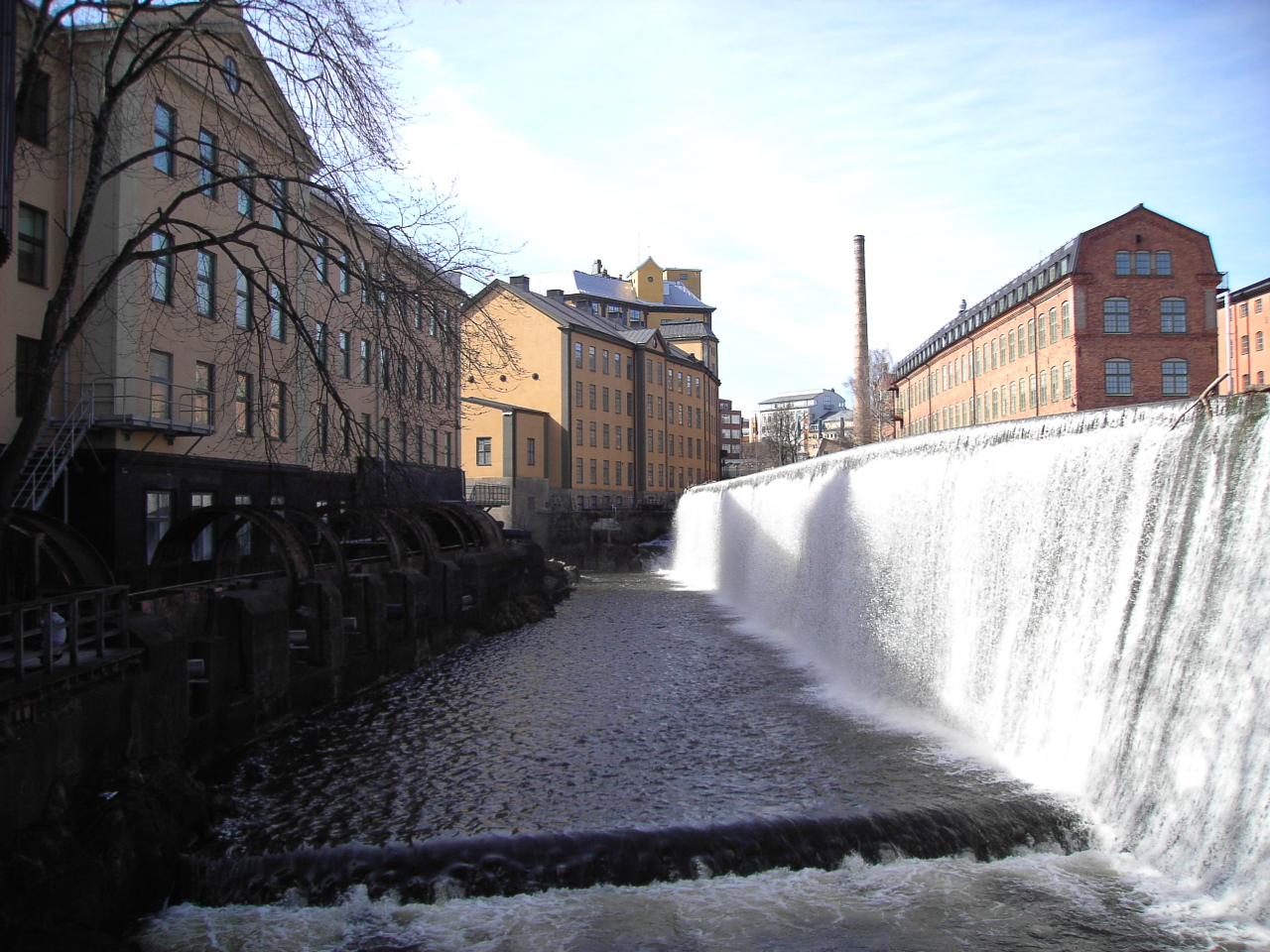
Restaurierte Industriegebäude in Norrköping

Norrköping ist eine Gemeinde (schwedisch kommun) in der schwedischen Provinz Östergötlands län und den historischen Provinzen Östergötland und Södermanland. Der Hauptort der Gemeinde ist Norrköping.

## Geschichte
Das Gebiet, auf dem sich jetzt die Gemeinde Norrköping befindet, war während der Eiszeit von Eis bedeckt. Die Stelle, an der heute Norrköping liegt, war damals von Wasser bedeckt. Nach und nach fanden sich die ersten Menschen in der Gegend ein. So gibt es z. B. Funde von einfachen Äxten in Smedby und Borgsmon. Außerdem wurden Felsritzungen aus der Bronzezeit auf beiden Seiten des Motala ström bei Himmelstalund gefunden, ebenso einige Wohnplätze aus der Steinzeit an den Stränden.
Die gefundenen Felsritzungen stellen Motive des alltäglichen Lebens dar, z. B. Schiffe, Tieren aller Art, Menschen, Sonnensymbole und Waffen. Zur damaligen Zeit war die Wasseroberfläche ca. 15 Meter höher, so dass sich die Ritzungen fast auf Höhe der Uferlinie des Motala ströms befanden. Es gibt viele Zeugnisse aus der Eisenzeit, z. B. Gräberfelder, Steinsetzungen und frühzeitliche Burganlagen. In der Nähe von Fiskeby entdeckte man ein Gräberfeld mit 500 Gräbern. Diese deuten darauf hin, dass hier seit der Bronzezeit bis ins Zeitalter der Wikinger Menschen begraben wurden.
Die Schlacht von Bråvalla soll sich im achten Jahrhundert in der Ebene nördlich von Norrköping zugetragen haben. Sie wird in mehreren nordischen Geschichten beschrieben, einen Beweis, ob sie allerdings überhaupt stattgefunden hat, gibt es bis heute nicht. Auch ist bisher nicht sicher, wo sie genau stattgefunden haben soll. In der Schlacht standen sich Sigurd Ring, König über Svealand und Västergötland, und Harald Hildetand, König von Dänemark und Östergötland gegenüber. Sigurd Ring war von Harald Hildetand eingesetzter Vasallenkönig und ging als Sieger aus der Schlacht hervor, was die Selbständigkeit Svealands bedeutete.
Am 3. Juli 1866 wurde die Eisenbahnlinie nach Katrineholm und Stockholm eingeweiht. Außer in Norrköping hielten die Züge noch in Kimstad, Eksund, Åby, Fiskeby und Graversfors. 1915 wurde dann die Eisenbahnlinie nach Nyköping und Järna fertiggestellt und eingeweiht. Weitere neu gebaute Stationen waren u. a. Åby, Getå und Krokek.
Der Domaresten (dt. „Richterstein“) liegt bei Borg, westlich von Norrköping.

## Politik
Im Parlament der Gemeinde (kommunfullmäktige) sitzen 85 Mandatsträger, für eine absolute Mehrheit sind also 43 Sitze notwendig.
- Von 2002 bis 2006 regierten die Sozialdemokraten (Socialdemokraterna) in einer Minderheitsregierung, die von Vänsterpartiet und Miljöpartiet gestützt wurde.
- Seit der Wahl 2014 wurde die Gemeinde von einer Koalition aus Socialdemokraterna, Centerpartiet, Liberalerna und Kristdemokraterna geleitet.
- Das Ergebnis der Wahl 2022 zeigt das nebenstehende Diagramm.

Die Ergebnisse der letzten sieben Wahlen sind in der folgenden Tabelle aufgeführt:
| Jahr | V | S  | MP | SPI | SD | C | FP | KD | M  | FI |
| ---- | - | -- | -- | --- | -- | - | -- | -- | -- | -- |
| 1998 | 9 | 34 | 4  | 2   | /  | 2 | 3  | 8  | 23 | /  |
| 2002 | 7 | 35 | 4  | 2   | /  | 4 | 8  | 7  | 18 | /  |
| 2006 | 5 | 32 | 5  | 2   | 2  | 5 | 5  | 6  | 23 | /  |
| 2010 | 5 | 31 | 7  | /   | 4  | 4 | 6  | 4  | 24 | /  |
| 2014 | 5 | 29 | 5  | /   | 10 | 4 | 6  | 4  | 21 | 1  |
| 2018 | 7 | 26 | 3  | /   | 14 | 5 | 5  | 5  | 20 | /  |
| 2022 | 8 | 25 | 3  | /   | 15 | 4 | 4  | 5  | 21 | /  |

Legende: V = Vänsterpartiet, S = Socialdemokraterna, MP = Miljöpartiet, SPI = Sveriges pensionärers intresseparti, SD = Sverigedemokraterna, C = Centerpartiet, FP = Folkpartiet liberalerna (seit 2015 L = Liberalerna), KD = Kristdemokraterna, M = Moderaterna, FI=Feministiskt initiativ

## Wirtschaft
Außer der Gemeinde an sich und dem Provinziallandtag sind die nachfolgenden Firmen die großen Arbeitgeber in der Gemeinde:
| - E.ON Sverige AB - Billerud Skärblacka AB - Holmen Paper AB - LFV (ehemals Luftfartsverket) | - Whirlpool Sweden AB - SMHI, schwedischer Wetterdienst - Fiskeby Board AB - Telia Company |

## Größere Orte
| - Herstadberg - Jursla - Kimstad - Krokek - Lindö - Ljunga | - Loddby - Norrköping - Norsholm - Simonstorp - Skärblacka - Strömsfors | - Svärtinge - Vånga - Åby - Åselstad - Östra Husby - Öbonäs |  |

## Sehenswürdigkeiten
- Kolmården djurpark

## Partnerstädte
Norrköping pflegt Städtepartnerschaften mit den folgenden Städten:
| - Kópavogur in Island - Klaksvík auf den Färöer-Inseln - Trondheim in Norwegen | - Tampere in Finnland - Odense auf Fünen (Dänemark) - Riga, Hauptstadt von Lettland | - Brüssel, Hauptstadt von Belgien - Esslingen am Neckar in Baden-Württemberg (Deutschland) - Linz in Oberösterreich (Österreich) |